# Theodor Gebre Selassie
 (août 2025).
Ne doit pas être confondu avec Haile Gebreselassie.
Theodor Gebre Selassie est un footballeur international tchèque d'origine éthiopienne, né le 24 décembre 1986 à Třebíč. Il évolue au poste d'arrière droit.

## Biographie
Theodor est né à Třebíč, à l'époque en Tchécoslovaquie, d'un père éthiopien et d'une mère tchèque. Il est sans lien de parenté avec l'athlète Haile Gebreselassie.

### Club
Theodor joue 18 matchs en 2e division tchèque, puis 108 matchs en Championnat de Tchéquie. Il progresse avec le Slovan Liberec jusqu'à obtenir le titre en 2012.
Durant l'Euro 2012 auquel il participe, il signe au Werder Brême, renonçant au passage à jouer la Ligue des champions de l'UEFA.

### International
Le 4 juin 2011, il est sélectionné pour la première fois en équipe de Tchéquie, lors de la rencontre contre le Pérou (0-0) à Matsumoto au Japon.
Le 29 mai 2012, le sélectionneur Michal Bílek annonce que Theodor est retenu dans la liste des 23 joueurs pour jouer l'Euro 2012.  Au cours de cet Euro, Theodor est la cible d'injures racistes de la part de supporters russes.

## Palmarès
Slavia Prague
- Champion de Tchéquie en 2008 et 2009.

 Slovan Liberec
- Champion de Tchéquie en 2012.

## Statistiques détaillées
| Saison                | Club                  | Championnat           | Championnat | Championnat | Coupe(s) nationale(s) | Coupe(s) nationale(s) | Compétition(s) continentale(s) | Compétition(s) continentale(s) | Compétition(s) continentale(s) | Rép. tchèque | Rép. tchèque | Total | Total |
| Saison                | Club                  | Division              | M.          | B.          | M.                    | B.                    | Comp.                          | M.                             | B.                             | M.           | B.           | M.    | B.    |
| 2006-2007             | Vysočina Jihlava      | 2. Liga               | 11          | 1           | -                     | -                     | -                              | -                              | -                              | -            | -            | 11    | 1     |
| 2007-2008             | Vysočina Jihlava      | 2. Liga               | 7           | 1           | -                     | -                     | -                              | -                              | -                              | -            | -            | 7     | 1     |
| Sous-total            | Sous-total            | Sous-total            | 18          | 2           | -                     | -                     | -                              | -                              | -                              | -            | -            | 18    | 2     |
| 2007-2008             | Slavia Prague         | Gambrinus Liga        | 9           | 0           | -                     | -                     | -                              | -                              | -                              | -            | -            | 9     | 0     |
| 2008-2009             | Slavia Prague         | Gambrinus Liga        | 2           | 0           | -                     | -                     | C1                             | 1                              | 0                              | -            | -            | 3     | 0     |
| Sous-total            | Sous-total            | Sous-total            | 11          | 0           | -                     | -                     | -                              | 1                              | 0                              | -            | -            | 12    | 0     |
| 2008-2009             | Slovan Liberec        | Gambrinus Liga        | 21          | 1           | 3                     | 0                     | -                              | -                              | -                              | -            | -            | 24    | 1     |
| 2009-2010             | Slovan Liberec        | Gambrinus Liga        | 17          | 2           | 4                     | 1                     | C3                             | 4                              | 0                              | -            | -            | 25    | 3     |
| 2010-2011             | Slovan Liberec        | Gambrinus Liga        | 29          | 0           | 2                     | 0                     | -                              | -                              | -                              | 2            | 0            | 33    | 0     |
| 2011-2012             | Slovan Liberec        | Gambrinus Liga        | 30          | 5           | 4                     | 0                     | -                              | -                              | -                              | 12           | 0            | 46    | 5     |
| Sous-total            | Sous-total            | Sous-total            | 97          | 8           | 13                    | 1                     | -                              | 4                              | 0                              | 14           | 0            | 128   | 9     |
| 2012-2013             | Werder Brême          | Bundesliga            | 27          | 1           | 1                     | 0                     | -                              | -                              | -                              | 9            | 1            | 37    | 2     |
| 2013-2014             | Werder Brême          | Bundesliga            | 29          | 2           | 1                     | 0                     | -                              | -                              | -                              | 5            | 0            | 35    | 2     |
| 2014-2015             | Werder Brême          | Bundesliga            | 26          | 3           | 2                     | 0                     | -                              | -                              | -                              | 2            | 0            | 30    | 3     |
| 2015-2016             | Werder Brême          | Bundesliga            | 33          | 1           | 5                     | 0                     | -                              | -                              | -                              | 7            | 0            | 45    | 1     |
| 2016-2017             | Werder Brême          | Bundesliga            | 30          | 5           | 1                     | 0                     | -                              | -                              | -                              | 6            | 2            | 37    | 7     |
| 2017-2018             | Werder Brême          | Bundesliga            | 32          | 3           | 4                     | 0                     | -                              | -                              | -                              | 4            | 0            | 40    | 3     |
| 2018-2019             | Werder Brême          | Bundesliga            | 32          | 3           | 4                     | 0                     | -                              | -                              | -                              | -            | -            | 36    | 3     |
| 2019-2020             | Werder Brême          | Bundesliga            | 28          | 2           | 2                     | 0                     | -                              | -                              | -                              | -            | -            | 30    | 2     |
| 2020-2021             | Werder Brême          | Bundesliga            | 33          | 3           | 5                     | 1                     | -                              | -                              | -                              | -            | -            | 38    | 4     |
| Sous-total            | Sous-total            | Sous-total            | 261         | 22          | 25                    | 1                     | -                              | -                              | -                              | 33           | 3            | 319   | 26    |
| Total sur la carrière | Total sur la carrière | Total sur la carrière | 397         | 32          | 38                    | 2                     | -                              | 5                              | 0                              | 47           | 3            | 487   | 37    |

### Buts en sélection
| Buts en sélection de Theodor Gebre Selassie | Buts en sélection de Theodor Gebre Selassie | Buts en sélection de Theodor Gebre Selassie | Buts en sélection de Theodor Gebre Selassie | Buts en sélection de Theodor Gebre Selassie | Buts en sélection de Theodor Gebre Selassie | Buts en sélection de Theodor Gebre Selassie |
| #                                           | Date                                        | Lieu                                        | Adversaire                                  | Score                                       | Résultats                                   | Compétitions                                |
| ------------------------------------------- | ------------------------------------------- | ------------------------------------------- | ------------------------------------------- | ------------------------------------------- | ------------------------------------------- | ------------------------------------------- |
| 1                                           | 12 octobre 2012                             | Doosan Arena, Plzeň                         | Malte                                       | 1-0                                         | 3-1                                         | Éliminatoires de la Coupe du monde 2014     |
| 2                                           | 26 mars 2017                                | Stadio Olimpico, Serravalle                 | Saint-Marin                                 | 4-0                                         | 6-0                                         | Éliminatoires de la Coupe du monde 2018     |
| 3                                           | 10 juin 2017                                | Ullevaal Stadion, Oslo                      | Norvège                                     | 0-1                                         | 1-1                                         | Éliminatoires de la Coupe du monde 2018     |